# 823
Évszázadok: 8. század – 9. század – 10. század
Évtizedek: 770-es évek – 780-as évek – 790-es évek – 800-as évek – 810-es évek – 820-as évek – 830-as évek – 840-es évek – 850-es évek – 860-as évek – 870-es évek
Évek: 818 – 819 – 820 – 821 –  822 – 823 – 824 – 825 – 826 – 827 – 828

## Események

### Európa
- II. Mikhaél bizánci császár tavasszal megtámadja a lázadó Szláv Thómasz táborát, de annak demoralizált katonái megadják magukat vagy megfutamodnak. A lázadók a közeli városokban (Arkadiopolisz és Panion) keresnek menedéket. A császár ostromzár alá veszi a városokat, de a tényleges ostromot megtiltja, mert "nem akar keresztény vért ontani". Öt hónappal később a felkelők kapitulálnak, Szláv Thómaszt pedig kivégzik.
- Meghal Thekla, Mikhaél császár felesége. A császár uralmát megerősítendő, kihozatja a prinkipói kolostorból VI. Kónsztantinosz császár oda zárt lányát, Euphroszinét és feleségül veszi.
- Jámbor Lajos frank császár fiát és uralkodótársát, Lothárt I. Paszkál pápa Rómában császárrá koronázza (817-ben Aachenben már megkoronázták, de azt nem a pápa végezte).
- Ljudevit lázadó szláv fejedelem követet küld Jámbor Lajoshoz, hogy hajlandó behódolni. Ljudemisl dalmáciai szláv fejedelemhez (Borna herceg nagybátyjához) utazik, aki azonban orvul meggyilkoltatja.
- Merciában a főurak egyike, Beornwulf elűzi a trónról I. Ceolwulf királyt.
- Vikingek fosztják ki az írországi Bangor és Skellig Michael kolostorait.

### Japán
- Szaga császár 14 évnyi uralkodás után lemond a trónról 37 éves öccse, Dzsunna javára.

## Születések
- június 13. –  Kopasz Károly, nyugati frank király
- Orléans-i Ermentrude, Kopasz Károly felesége
- I. Muhammad, córdobai emír
- II. Pippin, aquitániai király

## Halálozások
- Ljudevit Posavski, szláv fejedelem
- Thekla, II. Mikhaél császár felesége
- Szláv Thómasz, bizánci hadvezér

## Fordítás
- Ez a szócikk részben vagy egészben  a(z)   823 című angol Wikipédia-szócikk ezen változatának fordításán alapul.  Az eredeti cikk szerkesztőit annak laptörténete sorolja fel. Ez a jelzés csupán a megfogalmazás eredetét és a szerzői jogokat jelzi, nem szolgál a cikkben szereplő információk forrásmegjelöléseként.